# Jugendblasorchester und Tambouren KMB
Die Knabenmusik Bern (KMB), vormals Knabenmusik der Stadt Bern, ist die älteste Jugendmusik im Kanton Bern. Heute spricht man vom Berner Jugendblasorchester BJBO.
Die KMB wurde 1898 gegründet und entwickelte sich vom reinen Trommler- und Pfeiferkorps zum ausgebauten Jugendblasorchester (Mädchen und Knaben) mit Tambourenformation. 2023 spielen 51 Musikantinnen und Musikanten in der Harmonie und 3 Trommler bilden die Tambourengruppe. Seit dem Jahr 2008 arbeitet die KMB in der Instrumentalausbildung eng mit der städtischen Musikschule Konservatorium Bern zusammen. In den Vorstufenensembles Crescendo (für Spielende ab einem Unterrichts Jahr) und Rondo (für Spielende zwischen zwei und vier Jahren) werden die jungen Musikanten und Musikantinnen für das Jugendblasorchester KMB ausgebildet.
Die Harmonie steht seit 2006 unter der Leitung von Cornelius Wegelin, die Tambourenformation unter der Leitung des Tambourenleiters Remo Siegfried. Die Gesamt- und Registerproben finden wöchentlich am Freitag statt. Über Pfingsten findet in Zweisimmen im Musikhaus das Musiklager vom BJBO statt.

## Geschichte

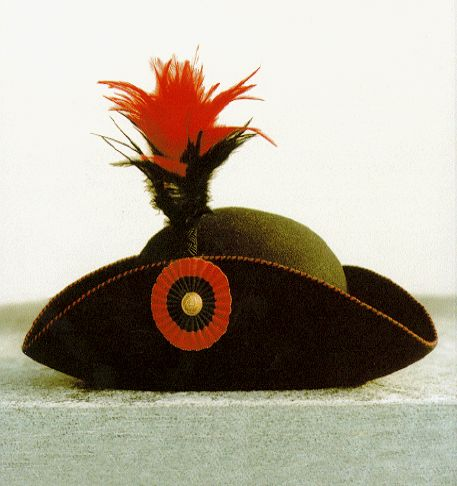
Der Dreispitz der Knabenmusik Bern

### Gründung (1898–1912)
Offiziell wurde das Knaben-Trommler- und Pfeiferkorps Lorraine-Breitenrain im Jahr 1898 von Bernhard Liechti, Büchsenmacher, und Julius Feller, Drechsler gegründet. Aus dieser Vereinigung ging 1931 die heutige Harmonie der Knabenmusik der Stadt Bern hervor.
Der erste Auftritt des Musikkorps war die Einweihung der Kornhausbrücke und des Schulhaus Monbijou und gleichzeitig die 50-Jahr-Feier der Stadt Bern als Bundeshauptstadt. Die wöchentlichen Proben fanden im Lorraineschulhaus in Bern statt.
Schon im Jahre 1911 erfolgte die erste Namensänderung. Neu trat das Korps unter dem Namen Trommler- und Preiferkorps der Stadt Bern auf. Diese Namensänderung hatte zum Ziel, dem Korps einen städtischen Charakter zu geben.
Die lange Erfolgsgeschichte des Korps wurde 1912 durch den Rücktritt des ehemaligen Stadtrats Neuhauser, der Präsident des Korps war, gebremst. Das Korps blieb längere Zeit inaktiv.

### Neustart (1914–1931)
Im Jahre 1914 wurde eine Truppe von 14 Knaben für die Landesausstellung in Bern zusammengestellt. Daraufhin florierte das Korps, und die Mitgliederzahl stieg an. In den Jahren 1927–1928 stieg die Anzahl Mitglieder auf bis zu 117 Aktive.
Am 13. und 14. Juli 1931 wurde das Trommler- und Pfeiferkorps der Stadt Bern beim 90-Jahr-Jubiläum der Knabenmusik Basel eingeladen.

### Gründung der Harmonie (1931)
Die Kritik aus Basel bewegte die Berner dazu, die Korpszusammensetzung zu überdenken. Dafür wurde am 29. November 1931 eine ausserordentliche Generalversammlung durchgeführt. Punkt 3 der Traktanden war der Ausbau zur Harmoniemusik. Gewisse Kreise befürchteten dabei den Verlust von altbewährten Grundsätzen des Trommler- und Pfeiferkorps und schlugen daher die Gründung einer unabhängigen Knabenmusik vor. In der Schlussabstimmung wurde der Ausbau zur Harmoniemusik dann aber schliesslich angenommen. Dies unter der Bedingung, dass Trommler- und Pfeiferkorps getrennt von der Harmonieformation auftreten sollen. Weiter heisst es im Protokoll der Hauptversammlung: „3. Ausbau: Jeder Zögling, der in die Harmoniemusik übertritt, hat sich unterschriftlich zu verpflichten, bis zum 18. Altersjahr im Korps zu verbleiben.“ Darauf folgte schon die nächste Namensänderung am 11. September 1933 zu: „Trommler- und Pfeiferkorps und Knabenmusik der Stadt Bern“ (KMB).
Im Jahre 1939 trat das Korps mit insgesamt 114 Musikanten an der Landesausstellung in Zürich vor rund 5000 Personen auf. Das war der grösste Auftritt des Korps bis anhin (Stand: Januar 2023).
1952 fand die erste Auslandsreise der KMB ins Fürstentum Liechtenstein statt. Die 120 Knaben wurden dabei von Fürst Franz-Josef II und seiner Gemahlin persönlich auf dem Schloss Vaduz empfangen.
Als das Schweizer Radio und Fernsehen 1954 im Kornhauskeller in Bern erste Probeaufnahmen machte, wurde unter anderem auch die KMB bei einem Konzert aufgenommen.
Die KMB spielte auch bei verschiedenen Persönlichkeiten der Schweiz. Die bekannteste war General Henri Guisan, bei dem an seinem 80. Geburtstag die KMB vorspielte. Die KMB erlebte weitere Auftritte wie zum Beispiel am Sechseläuten in Zürich.
Im September 1973 wurde die Frage, ob Frauen ebenfalls Mitglieder sein dürfen diskutiert. Dies geschah anlässlich der Einführung des Frauenstimmrechts 1971. Es wurde entschieden, dass Mädchen ins Pfeiferkorps aufgenommen werden dürfen, jedoch nicht in die Harmonie übergehen können. Im Winter 1975 wurden die ersten Mädchen in das Pfeiferkorps aufgenommen.

### Frauen in der Harmonie (1986)

Früheres Logo der Knabenmusik Bern

Seit dem 1. Januar 1986 war Mädchen die Auswahl sämtlicher Instrumente möglich. Der Name Knabenmusik der Stadt Bern wurde auf Wunsch der Aktivmitglieder beibehalten. Zudem wurde für das Jahr 1988 Sybille Leuthold zur ersten Spielführerin der KMB gewählt. Das Jahr war zugleich geprägt vom 90-Jahr-Jubiläum, welches am 4. September im Kursaal Bern mit einem Jubiläumskonzert gefeiert wurde. Im Weiteren investierte der Verein in eine Teilneuinstrumentierung und -neuuniformierung. In mehreren Abstimmungen unter den Aktivmitgliedern wurde das Thema der Namensänderung immer wieder thematisiert. Jedoch mit stets demselben Ergebnis: die Aktivmitglieder lehnten eine Änderung des Namens aufgrund des traditionellen Hintergrunds dieser Musik ab. Der Name Knabenmusik der Stadt Bern wird aber weiterhin auf Wunsch der Aktivmitglieder beibehalten.
Der grösste Event Ende des 20. Jahrhunderts ist das 100-Jahr-Jubiläum. Die KMB feiert sich und darf die frisch sanierte Kornhausbrücke eröffnen. Das Schöne am Event, die KMB konnte diese schon vor 100 Jahren nach dem Bau einweihen.

### Ab dem Jahre 2000
Im Jahre 2003 wurde der Name auf Knabenmusik Bern gekürzt. Die Abkürzung KMB blieb erhalten.
2008 startet die Zusammenarbeit mit der Musikschule Konservatorium Bern. So wird der Nachwuchs gesichert und optimal für das Orchester vorbereitet. Die Zusammenarbeit hält bis heute an.
Die KMB wurde 2023 125 Jahre alt.
Seit November 2024 wird das Jugendblasorchester durch eine Co-Leitung dirigiert. Diese wird durch den bisherigen Dirigenten Cornelius Wegelin, sowie neu durch Manuel Herren, welcher über viele Jahre im Orchester als Saxophonist mitspielt geleitet.
Der neue Name "Berner Jugendblasorchester" (BJBO) wurde offizielle am Galakonzert (25. Januar 2025) von Burgergemeindepräsident und des damaligen KMB Präsidenten enthüllt.

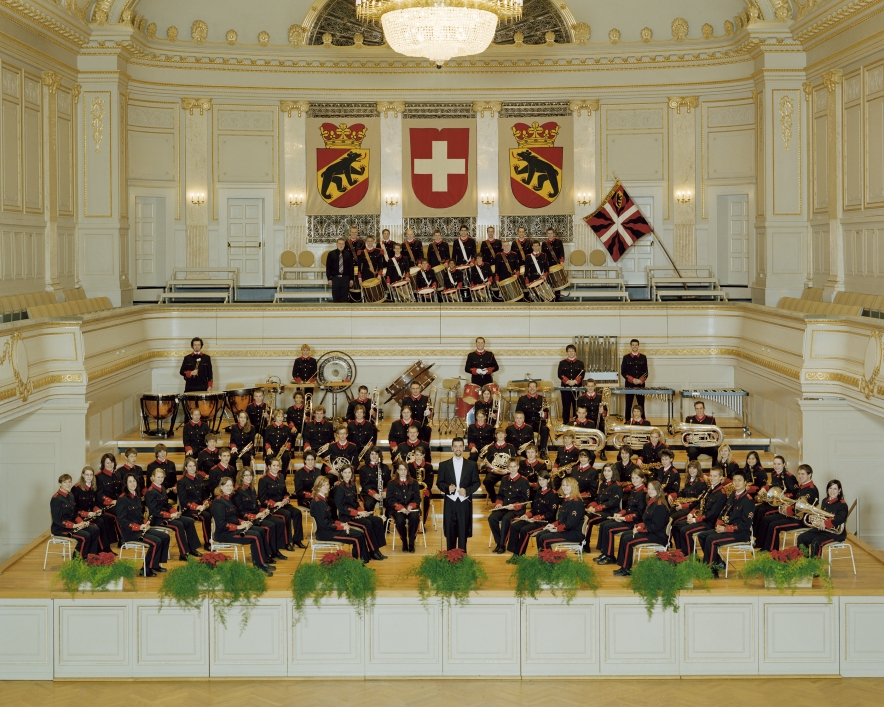
Die Knabenmusik Bern im Kultur-Casino, Dezember 2006

## Diskographie
Bereits 1964 nahm die Knabenmusik Bern, damals unter der Leitung von Fritz Siegfried, die erste Schallplatte auf. 13 Jahre später folgte eine erste Live-Aufnahme aus dem Kultur Casino Bern, auf Anregung des Dirigenten Paul Franz. Hugo Staudenmann war es schliesslich, der 1986 die Produktion einer dritten und letzten Schallplatte der KMB in die Wege leitete. Von da wurde es üblich, die Jahreskonzerte auf Tonbandkassetten aufzuzeichnen. 1997 ging die KMB noch einen Schritt weiter, um mit der Technik Schritt halten zu können: Anlässlich des 100-Jahr-Jubiläums der KMB hatte sich der Verein zur Produktion der CD entschlossen. Im Juni 2002 folgten die Aufnahmen der zweiten CD, unter der Leitung des damaligen Dirigenten Max Schenk. Die CD wurde am 29. März 2003 auf den Namen "Sedona" getauft.